# Massame
Massame é o conjunto de todos os cabos existentes a bordo e que se divide em fixo e de laborar.
O Massame faz parte do aparelho conjuntamente com :
- Poleame -  o conjunto das peças destinadas à passagem ou ao retorno de cabos
- Velame - o conjunto de todas as velas existentes a bordo de uma embarcação.

## Massame fixo

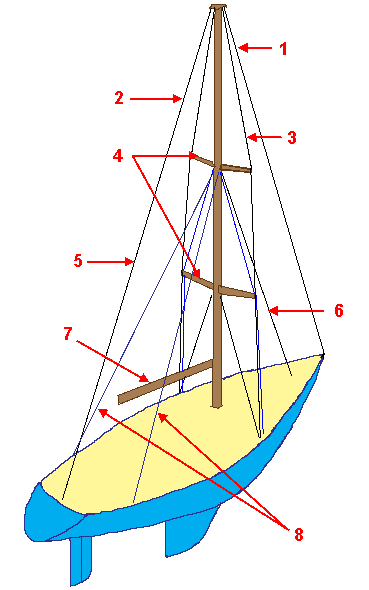
Cabos da mastreação

O massame fixo é composto pelos cabos que aguentam a mastreação: ovéns, brandais, estais, patarrazes e cabrestos.
Nome dos cabos de um veleiro (numeração da figura).
1. Estai
2. Contra-estai ou Estai de popa
3. Brandal que é o Ovém dos grandes veleiros
4. não é um cabo mas mostra o Vau
5. (ver n.2)
6. não é um cabo mas mostra a Retranca

## Massame de labor
O massame de labor é composto pelos cabos usados no trabalho (labor) com os diferentes paus não fixos de um veleiro  (retranca, pau de spi) e com as velas, como as escotas da vela grande, e da vela de estai ou do spinnaker .